# Denver Broncos
Die Denver Broncos sind ein American-Football-Team der National Football League (NFL) und spielen dort in der American Football Conference (AFC) in der Western Division. Das Team aus Denver, Colorado ist benannt nach halbwilden bzw. ungezähmten Pferden (englisch broncos).

## Geschichte
Die Denver Broncos waren 1960 eines der Gründungsmitglieder der American Football League (AFL). Sie spielten in der Western Division. Am 9. September 1960 gewannen die Broncos in Boston das erste Spiel der AFL gegen die Boston Patriots. Allerdings war der weitere Saisonverlauf nicht so erfolgreich wie erhofft. Sie beendeten die Premierensaison mit vier Siegen bei neun Niederlagen und einem Unentschieden. Auch die weiteren Jahre in der AFL waren für die Broncos nicht erfolgreich. In den ersten zehn Jahren der AFL-Geschichte konnten die Broncos als einziges Team in keiner Saison mehr Siege als Niederlagen aufweisen.
Nach dem Zusammenschluss von AFL und NFL spielten die Broncos in der AFC West. Erst unter dem neuen Trainer John Ralston gelang den Broncos 1973 die erste Saison, in der sie mehr Siege als Niederlagen erringen konnten. In den nächsten Jahren unter dem Trainer Ralston wurden sie stets Zweiter in ihrer Division.
Unter dem nächsten Trainer Red Miller konnten die Broncos nach zwölf Siegen in der Regular Season 1977 in die Play-offs einziehen. Der Schlüssel zum Erfolg lag in der guten Defense der Broncos, die unter dem Namen „Orange Crush“ bekannt wurde und in der Saison nur 148 Gegenpunkte zuließ. Im ersten Play-off-Spiel konnten die Pittsburgh Steelers und im AFC Championship Game die Oakland Raiders geschlagen werden. Die Broncos standen damit im Super Bowl XII. Es war der erste Super Bowl, der in einer Halle ausgetragen wurde. In New Orleans unterlagen die Broncos den Dallas Cowboys mit 10:27. 1978 errangen die Broncos erneut den Divisionstitel, scheiterten aber in den Play-offs an den Steelers. Nachdem sich die Broncos 1980 nicht für die Play-offs qualifizieren konnten, wurde der Trainer Red Miller durch Dan Reeves ersetzt.
1983 konnten sich die Broncos die Draftrechte an Quarterback John Elway sichern, der sich zuvor geweigert hatte, für die Baltimore Colts zu spielen. Damit begann für die Denver Broncos eine erfolgreiche Zeit. In den 16 Spielzeiten mit Elway erreichten die Broncos zehnmal die Play-offs.
Sie erreichten den Super Bowl XXI in Pasadena gegen die New York Giants. Die Giants wurden ihrer Favoritenrolle gerecht und gewannen 39:20. Im nächsten Jahr standen die Broncos erneut im Super Bowl. Den Super Bowl XXII in San Diego verloren sie deutlich mit 10:42 gegen die Washington Redskins. Bereits zwei Jahre später erreichten die Broncos den Super Bowl XXIV. Dieser wurde für die Broncos zu einer Blamage. Die 10:55-Niederlage gegen die San Francisco 49ers ist die höchste Niederlage in einem Super Bowl.
Das Verhältnis zwischen Quarterback Elway und Trainer Reeves wurde sehr schwierig. In den letzten drei Jahren unter Reeves konnte sich das Team nur einmal für die Play-offs qualifizieren. Die Querelen zwischen Elway und Reeves wurden so groß, dass die Broncos 1993 Wade Phillips als neuen Trainer verpflichteten. Nach unbefriedigenden Ergebnissen wurde Phillips durch Mike Shanahan, der bereits früher Co-Trainer bei den Broncos war, ersetzt. Mike Shanahan blieb für 14 Spielzeiten Trainer der Broncos.
Die Broncos standen in dieser Zeit in dem Ruf, ein Verliererteam zu sein. So wurden das Team und John Elway auch bei der Zeichentrickserie Die Simpsons als Versager dargestellt. Dies änderte sich in der Saison 1997. Nach einer guten Saison zogen die Broncos in den Super Bowl XXXII ein. In San Diego standen sie dem amtierenden Champion Green Bay Packers gegenüber. Entgegen allen schlechten Erinnerungen und allen Unkenrufen im Vorfeld konnten die Broncos die Packers mit 31:24 schlagen. Im nächsten Jahr zogen sie erneut in den Super Bowl ein (Super Bowl XXXIII) und schlugen die Atlanta Falcons mit 34:19. Nach zwei Meisterschaften in Folge trat John Elway auf dem Höhepunkt seiner Karriere zurück.
In den nächsten zehn Spielzeiten unter Shanahan erreichte das Team nur viermal die Play-offs. 2009 entschieden sich die Broncos für einen Neuanfang und verpflichteten den früheren Offensive Coordinator der New England Patriots, Josh McDaniels, als neuen Trainer. Es kam zu einer seltsamen Posse um den aufstrebenden Quarterback Jay Cutler. Cutler wurde zu den Chicago Bears getauscht. McDaniels hatte darauf spekuliert, den zweiten Quarterback der Patriots Matt Cassel nach Denver lotsen zu können, dieser wurde allerdings zu den Kansas City Chiefs getauscht. Nach diesem turbulenten Sommer starteten die Broncos sehr erfolgreich in die neue Saison. Eine schlechte zweite Saisonhälfte brachte das Team aber um eine Play-off-Teilnahme. Wegen der weiterhin schlechten Leistungen des Teams wurde McDaniels noch während der laufenden Saison im Dezember 2010 entlassen.
Für die Saison 2011 wurde John Fox als neuer Cheftrainer unter Vertrag genommen. 2012 wurde der 36 Jahre alte Quarterback Peyton Manning für 95 Millionen US-Dollar für fünf Jahre verpflichtet. Sie erreichten in diesem Jahr die Play-offs und schieden gegen die Baltimore Ravens nach der zweiten Overtime mit 38:35 aus dem Wettbewerb aus. In der Saison 2013 erreichten die Broncos durch starke Offensivleistungen in der Regular Season das AFC Championship Game und gewannen gegen die New England Patriots mit 26:16. Zum einen durchbrach das Team die 600-Punkte-Grenze (606) zum ersten Mal in der NFL-Historie und zum anderen stellten sie einen neuen Touchdown-Rekord auf (76). Peyton Manning brach sowohl die NFL-Saisonrekorde für Touchdowns (55) als auch für Raumgewinn (5.477 Yards). Im Super Bowl XLVIII am 2. Februar 2014 trafen sie auf die Seattle Seahawks, wobei sich das offensiv stärkste Team (Denver) und das defensiv stärkste Team (Seattle) der Saison gegenüber standen. Das Spiel wurde mit 8:43 verloren.
Im nächsten Jahr spielten die Broncos wieder eine starke Saison und wiesen nach der Regular-Season eine Bilanz von zwölf Siegen und vier Niederlagen auf. Als an Position zwei gesetztes Team verlor die Mannschaft jedoch in den Divisional-Playoffs gegen die Indianapolis Colts mit 13:24. Einen Tag nach der Niederlage trat Head Coach John Fox zurück. Er führte das Team zu 46 Siegen in 64 Spielen und weist mit der daraus resultierenden Siegquote von 71,9 % die beste Statistik aller Broncostrainer auf.
Als neuer Head Coach wurde 2015 Gary Kubiak verpflichtet.
Denver hatte während der Saison 2015 mit einem Wechsel auf der Position des Quarterbacks zu kämpfen, konnte sich jedoch auf seine starke Verteidigung um Von Miller, DeMarcus Ware und der unter dem Namen No Fly Zone bekannt gewordenen Secondary verlassen. Die Broncos konnten mit 12 Siegen bei 4 Niederlagen als bestes Team der AFC in die Playoffs einziehen. In der Divisional Round schlugen sie die Pittsburgh Steelers mit 23:16. Durch den 20:18-Sieg im AFC Championship Game gegen die New England Patriots qualifizierten sich die Denver Broncos für das Finale der NFL, den Super Bowl 50, wo sie am 7. Februar 2016 in Santa Clara gegen die stark favorisierten Carolina Panthers mit 24:10 gewannen. Linebacker Von Miller wurde nach dem Spiel zum Super Bowl MVP gewählt.
Vor der neuen Saison 2016 wurde Trevor Siemian zum Starting Quarterback ernannt, da Manning nach dem Super-Bowl-Sieg sein Karriereende erklärte und der Backup-Quarterback Brock Osweiler zu den Houston Texans wechselte. Die Saison begann mit vier Siegen in Serie für Denver sehr positiv. Es folgten schlechtere Leistungen, und am Ende verpassten sie die Play-offs frühzeitig mit einer Bilanz von 9 Siegen und 7 Niederlagen. Am 1. Januar 2017 gab Gary Kubiak seinen Rücktritt vom Traineramt aus gesundheitlichen Gründen bekannt. Bereits am 11. Januar 2017 stellte John Elway, General Manager der Broncos, Vance Joseph als neuen Head Coach des Franchises vor. Joseph war zuvor Defensive Coordinator der Miami Dolphins. Die Saison 2017 beendeten die Broncos mit 5 Siegen und 11 Niederlagen. Nach der Verpflichtung von Case Keenum als Quarterback begann die Saison 2018 durchwachsen, die Play-off-Teilnahme wurde schließlich jedoch klar verpasst. Erstmals seit 1971/1972 beendeten die Broncos zwei Spielzeiten in Folge mit einer negativen Bilanz, woraufhin Vance Joseph am 31. Dezember 2018 entlassen wurde. Am 9. Januar 2019 gaben die Broncos die Verpflichtung von Vic Fangio als Trainer bekannt. Fangio, der zuletzt bei den Chicago Bears als Defensive Coordinator tätig gewesen war, unterzeichnete einen Vierjahresvertrag mit der Option auf ein weiteres Jahr. Die Saison 2019 schlossen die Denver Broncos mit 7-9 ab und verpassten die Play-offs erneut. Während der Spielzeit wurde der neu verpflichtete, erfahrene Quarterback Joe Flacco durch den Rookie Drew Lock ersetzt. Nach der Saison 2020, die die Broncos mit 5 Siegen und 11 Niederlagen erneut enttäuschend abschlossen, ersetzte George Paton John Elway als General Manager. Elway blieb dem Franchise als „President of Football Operations“ zunächst erhalten.
Nach dem Ende der Saison 2021, welche man erneut mit einer negativen Bilanz abschloss, trennten sich die Broncos von Vic Fangio. Die in ihn gesetzten Hoffnungen, dass er die Broncos nach vielen Jahren Abstinenz wieder in die Play-offs führen würde, konnte er nicht erfüllen. Am 28. Januar 2022 wurde Nathaniel Hackett, vorher Offensive Coordinator der Green Bay Packers, als neuer Cheftrainer vorgestellt. Im März 2022 konnten sich die Denver Broncos mit den Seattle Seahawks auf einen Trade um Russell Wilson einigen. Die Broncos tauschten für ihren neuen Quarterback insgesamt 5 Draftpicks, darunter jeweils zwei Erstrunden- und zwei Zweitrundenpicks, sowie drei Spieler zu den Seahawks.
Am 1. September 2022 statteten die Broncos Wilson zudem mit einem neuen Fünfjahresvertrag aus, welcher ab der Saison 2024 aktiv wird.
Am 8. Juni 2022 wurde der Verkauf des Franchises an den Walmart-Erben Rob Walton, seine Tochter Carrie Walton Penner und deren Mann Greg Penner für 4,65 Milliarden Dollar bekanntgegeben.
Aufgrund des Russell-Wilson-Trades galten die Broncos als ein Geheimfavorit auf den Super-Bowl-Sieg. Es wurde erwartet, dass Denver zumindest in die Play-offs zurückkehren würde.
Trotz einer Auftaktniederlage bei Wilsons vorherigem Arbeitgeber in Seattle, startete die Saison mit einer Bilanz von 2-1 ganz anständig. Jedoch ließ vor allem die von Wilson geführte Offensive einiges an Schlagkraft vermissen. Die in die Offensive der Broncos gesetzten Hoffnungen sollten sich nahezu über die gesamte Saison nicht erfüllen und die Broncos rutschten in eine Serie aus Niederlagen, welche zwischenzeitig mit einem 21:17-Sieg gegen die Jacksonville Jaguars gebrochen werden konnte. Nach einer deutlichen 51:14-Niederlage gegen die stark ersatzgeschwächten Los Angeles Rams zogen die Broncos die Reißleine und entließen ihren Head Coach Nathaniel Hackett.
Die Offensive hatte bis dato gerade einmal 15,5 Punkte pro Spiel erzielen können und war auch insgesamt die mit Abstand schlechteste Offensive der Liga. Zusätzlich verstärkt wurde dies durch die Tatsache, dass Denver eine der besten Defensiven der NFL-Saison 2022 stellte.
In den letzten beiden Spielen gegen die Kansas City Chiefs und die LA Chargers, betreute Jerry Rosberg als Interimsheadcoach das Team.
Gerade der Offensive schien der Wechsel auf der Trainerposition gut getan zu haben und vor allem Russell Wilson konnte wieder seine alte Klasse aufblitzen lassen. Obwohl die Broncos eine der beiden Partien verloren, erzielten sie in den letzten beiden Spielen 27,5 Punkte im Durchschnitt.
Die Broncos beendeten die Saison 2022 mit einer Bilanz von 5-12.
Ab dem 31. Januar 2023 wurde laut übereinstimmenden Medienberichten klar, dass Sean Payton der neue Head Coach des Franchises würde. Payton hatte im Jahr zuvor, nach 16 Jahren als Cheftrainer der New Orleans Saints, seine Karriere ursprünglich beendet, doch sein Vertrag bei seinem ehemaligen Arbeitgeber lief noch bis einschließlich 2024.
Daher einigten sich die Broncos auf einen Tauschhandel mit den Saints. Die Broncos tauschten einen Erstrundenpick für den NFL Draft 2023 sowie einen Zweitrundenpick für 2024 nach New Orleans. Dafür erhielten die Broncos die Rechte, Payton unter Vertrag nehmen zu dürfen sowie einen Drittrundenpick für 2024.
Auch die Saison 2023 verlief für das Team aus Colorado enttäuschend. Insbesondere das Tandem aus Coach Payton und Quarterback Wilson schien nicht wie erhofft zu harmonieren. Trotz fünf Siegen in Serie zur Mitte der Saison verpasste Denver die Play-offs erneut frühzeitig und beendete die Saison mit einer Bilanz von 8-9. Obwohl dies die beste Bilanz seit der Saison 2016 darstellte, wurden die letzten Wochen der Saison von der Degradierung von Quarterback Russell Wilson überschattet. Dieser wurde, trotz noch vorhandener rechnerischer Möglichkeiten auf eine Play-offteilnahme, durch Jarrett Stidham ersetzt. Die Broncos wollten damit wohl eine mögliche Bonuszahlung an Wilson verhindern, die im Falle seiner Verletzung fällig geworden wäre. Am 4. März 2024 gaben die Broncos bekannt, Wilson zu Beginn der neuen Spielzeit zu entlassen, obwohl sie ihm wegen der hohen Garantien in seinem Vertrag 85 Millionen US-Dollar für die folgenden Vertragsjahre zahlen müssen.
Im NFL Draft 2024 wählten die Denver Broncos an zwölfter Stelle Quarterback Bo Nix aus, den sie zum neuen Starting Quarterback ernannten. Trotz eines sportlich schwierigen Starts für den 24-jährigen Rookie aus Oregon stellte sich die Entscheidung als die richtige heraus. Nix avancierte in nur wenigen Wochen zum Mittelpunkt der Broncos Offensive und führte das Franchise, flankiert von einer der besten Defensiven der Liga um Defensive Player of the Year Patrick Surtain II, zu einer Bilanz von 10 Siegen zu 7 Niederlagen und somit, zum ersten Mal seit dem Gewinn des Super Bowls 50, wieder in die NFL Play-offs. Als schlechtestes Team der Setzliste in der AFC Conference unterlagen sie dort den favorisierten Buffalo Bills um Quarterback Josh Allen in der ersten Runde mit 37:7.

## Aktueller Kader
| Abkürzungen der Spieler-Positionen im American Football | Abkürzungen der Spieler-Positionen im American Football |
| ------------------------------------------------------- | --- |
| Offense                                                 | QB – Quarterback \| RB – Runningback \| FB – Fullback \| TE – Tight End \| E/WR – Wide Receiver \| T – Tackle \| G – Guard \| C – Center |
| Defense                                                 | DT – Defensive Tackle \| DE – Defensive End \| NT – Nose Tackle \| LB – Linebacker \| ILB – Inside Linebacker \| MLB – Middle Linebacker \| OLB – Outside Linebacker \| CB – Cornerback \| NB – Nickelback \| FS – Free Safety \| SS – Strong Safety |
| Special Teams                                           | K – Kicker \| P – Punter \| KS – Kicking Specialist \| KOS – Kickoff Specialist \| LS – Long Snapper \| RS – Return Specialist \| KOR/KR – Kick Returner \| PR – Punt Returner \| PP – Punt Protector                                                |

## Besondere Spieler

### Broncos in der Pro Football Hall of Fame
| Pro Football Hall of Fame Mitglieder |                 |                   |                     |                   |
| Trikotnummer                         | Name            | Position          | Für Denver Aktiv    | Jahr der Aufnahme |
| 24                                   | Willie Brown    | CB                | 1963–1966           | 1984              |
| 33                                   | Tony Dorsett    | RB                | 1988                | 1994              |
| 7                                    | John Elway      | QB                | 1983–1998           | 2004              |
| 65                                   | Gary Zimmerman  | T                 | 1993–1997           | 2008              |
| 44                                   | Floyd Little    | RB                | 1967–1975           | 2010              |
| 84                                   | Shannon Sharpe  | TE                | 1990–1999 2002–2003 | 2011              |
| 30                                   | Terrell Davis   | RB                | 1995–2001           | 2017              |
| 20                                   | Brian Dawkins   | S                 | 2009–2011           | 2018              |
| 24                                   | Champ Bailey    | CB                | 2004–2013           | 2019              |
| 26                                   | Ty Law          | CB                | 2009                | 2019              |
| –                                    | Pat Bowlen      | Franchisebesitzer | 1984–2019           | 2019              |
| 27                                   | Steve Atwater   | S                 | 1989–1998           | 2021 1            |
| 47                                   | John Lynch      | S                 | 2004–2007           | 2021              |
| 18                                   | Peyton Manning  | QB                | 2012–2015           | 2021              |
| 94                                   | DeMarcus Ware   | LB                | 2014–2016           | 2023              |
| 53                                   | Randy Gradishar | LB                | 1974–1983           | 2024              |

### Ring der Ehre (Ring of Fame)
Die Broncos haben seit 1984 einen Ring der Ehre an der Fassade von Ebene 5 im Sports Authority Field at Mile High platziert, welcher die folgenden Spieler ehrt:
| Denver Broncos Ring of Fame |                  |                    |                    |                   |
| Trikotnummer                | Name             | Position           | Für Denver Aktiv   | Jahr der Aufnahme |
| 23                          | Goose Gonsoulin  | S                  | 1960–66            | 1984              |
| 87                          | Rich Jackson     | DE                 | 1967–72            | 1984              |
| 44                          | Floyd Little     | RB                 | 1967–75            | 1984              |
| 87                          | Lionel Taylor    | WR                 | 1960–66            | 1984              |
| –                           | Gerald Phipps    | Besitzer           | 1961–81            | 1985              |
| 12                          | Charley Johnson  | QB                 | 1972–75            | 1986              |
| 70                          | Paul Smith       | DE                 | 1968–78            | 1986              |
| 18                          | Frank Tripucka   | QB                 | 1960–63            | 1986              |
| 36                          | Billy Thompson   | S                  | 1969–81            | 1987              |
| 7                           | Craig Morton     | QB                 | 1977–82            | 1988              |
| 25                          | Haven Moses      | WR                 | 1972–81            | 1988              |
| 15                          | Jim Turner       | K                  | 1971–79            | 1988              |
| 53                          | Randy Gradishar  | LB                 | 1974–83            | 1989              |
| 57                          | Tom Jackson      | LB                 | 1973–86            | 1992              |
| 20                          | Louis Wright     | CB                 | 1975–86            | 1993              |
| 7                           | John Elway       | QB General Manager | 1983–98 2011–heute | 1999              |
| 77                          | Karl Mecklenburg | LB                 | 1983–95            | 2001              |
| 49                          | Dennis Smith     | S                  | 1981–94            | 2001              |
| 65                          | Gary Zimmerman   | T                  | 1993–97            | 2003              |
| 27                          | Steve Atwater    | S                  | 1989–98            | 2005              |
| 30                          | Terrell Davis    | RB                 | 1995–2001          | 2007              |
| 84                          | Shannon Sharpe   | TE                 | 1990–99, 2002–03   | 2009              |
| 80                          | Rod Smith        | WR                 | 1994–2006          | 2012              |
| 66                          | Tom Nalen        | C                  | 1994–2007          | 2013              |
| 21                          | Gene Mingo       | RB, K, RS          | 1960–64            | 2014              |
| –                           | Dan Reeves       | Head Coach         | 1981–92            | 2014              |
| 80                          | Rick Upchurch    | WR, RS             | 1975–83            | 2014              |
| –                           | Pat Bowlen       | Besitzer           | 1984–2019          | 2015              |
| 1                           | Jason Elam       | K                  | 1993–2007          | 2016              |
| 73                          | Simon Fletcher   | LB/DE              | 1985–95            | 2016              |
| 47                          | John Lynch       | S                  | 2004–07            | 2016              |
| —                           | Red Miller       | Head Coach         | 1977–80            | 2017              |
| 24                          | Champ Bailey     | CB                 | 2004–13            | 2019              |
| —                           | Mike Shanahan    | Head Coach         | 1995–2008          | 2020              |
| 18                          | Peyton Manning   | QB                 | 2012–15            | 2021              |

### Nicht mehr vergebene Trikotnummern
| Retired Numbers der Denver Broncos |                  |          |           |
| Nr.                                | Spieler          | Position | Zeitraum  |
| 7                                  | John Elway       | QB       | 1983–1999 |
| 18                                 | Frank Tripucka 2 | QB       | 1960–1963 |
| 44                                 | Floyd Little     | RB       | 1967–1975 |

## Trainer (Head Coaches)

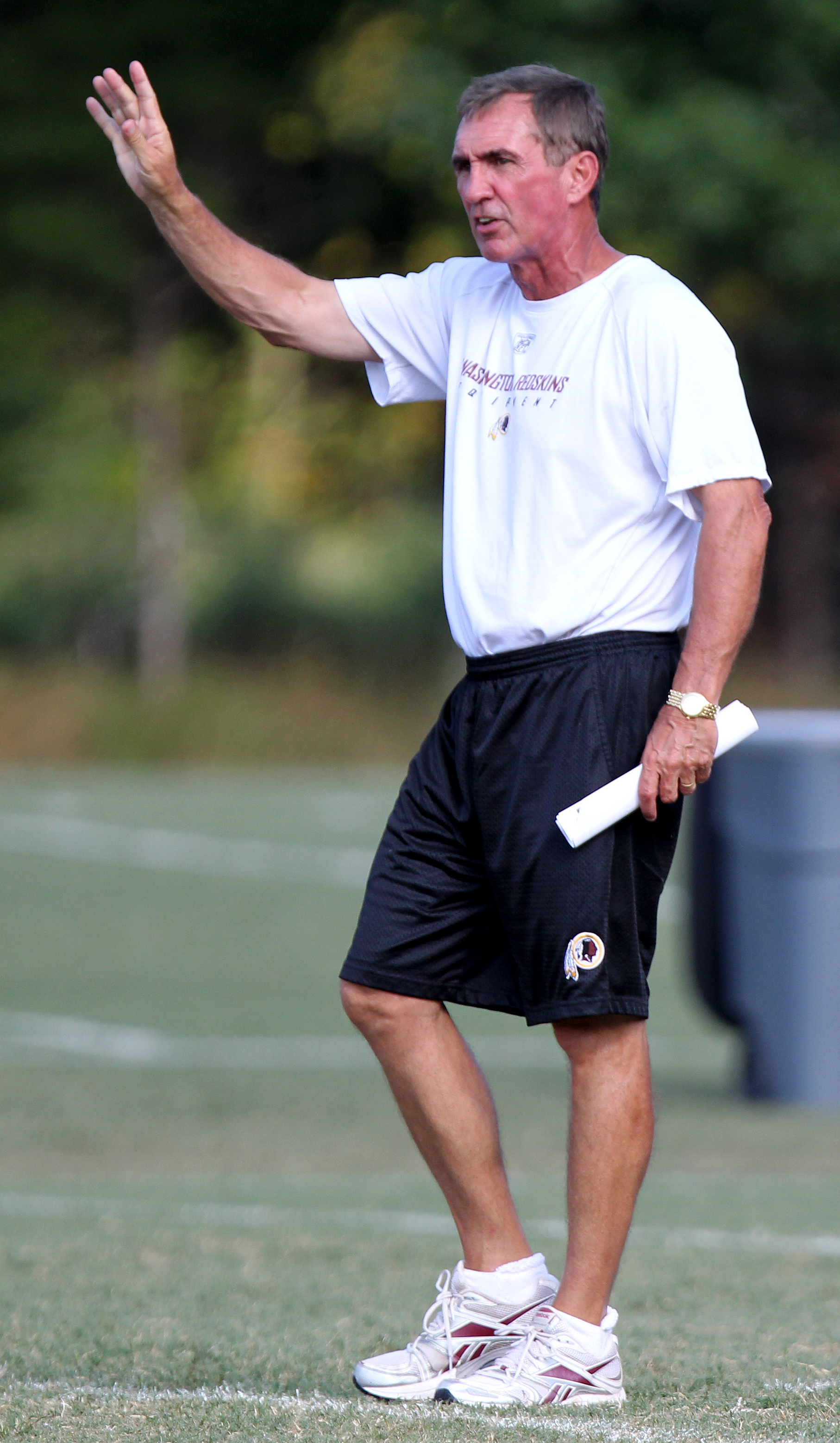
Mit Mike Shanahan gewannen die Broncos ihre beiden Super Bowls 1998 und 1999.

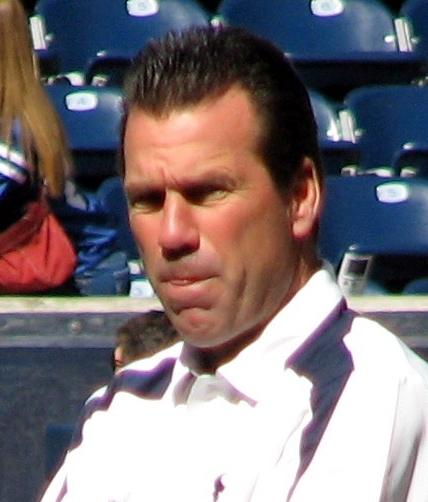
Mit Gary Kubiak gewannen die Broncos den Super Bowl 50.

| #         | Reihenfolge der Trainer                             |
| Spiele    | Spiele als Trainer                                  |
| S         | Siege                                               |
| N         | Niederlagen                                         |
| UE        | Unentschieden                                       |
| Gewonnen% | Siegquote                                           |
| *         | Ausschließlich bei den Broncos als Head Coach aktiv |

| Denver Broncos |                      |           |     |     |    |   |      |    |   |   | |        |
| 1              | Frank Filchock*      | 1960–1961 | 28  | 7   | 20 | 1 | .259 | –  | – | – | | [ 16 ] |
| 2              | Jack Faulkner*       | 1962–1964 | 32  | 9   | 22 | 1 | .290 | –  | – | – | UPI NFL Trainer des Jahres (1962) | [ 17 ] |
| 3              | Mac Speedie*         | 1964–1966 | 26  | 6   | 19 | 1 | .240 | –  | – | – | | [ 18 ] |
| 4              | Ray Malavasi         | 1966      | 12  | 4   | 8  | 1 | .333 | –  | – | – | | [ 19 ] |
| 5              | Lou Saban            | 1967–1971 | 65  | 20  | 42 | 3 | .323 | –  | – | – | | [ 20 ] |
| 6              | Jerry Smith*         | 1971      | 5   | 2   | 3  | 0 | .400 | –  | – | – | | [ 21 ] |
| 7              | John Ralston*        | 1972–1976 | 70  | 34  | 33 | 3 | .507 | –  | – | – | UPI NFL Trainer des Jahres (1973) | [ 22 ] |
| 8              | Red Miller*          | 1977–1980 | 62  | 40  | 22 | 0 | .645 | 5  | 2 | 3 | AP NFL Trainer des Jahres (1977) Sporting News NFL Trainer des Jahres (1977) Pro Football Weekly NFL Trainer des Jahres (1977) UPI NFL Trainer des Jahres (1977) | [ 23 ] |
| 9              | Dan Reeves           | 1981–1992 | 184 | 110 | 73 | 1 | .601 | 13 | 7 | 6 | Pro Football Weekly NFL Trainer des Jahres (1984) UPI NFL Trainer des Jahres (1989) UPI NFL Trainer des Jahres (1991)                                            | [ 24 ] |
| 10             | Wade Phillips        | 1993–1994 | 32  | 16  | 16 | 0 | .500 | 1  | 0 | 1 | | [ 25 ] |
| 11             | Mike Shanahan        | 1995–2008 | 224 | 138 | 86 | 0 | .616 | 13 | 8 | 5 | Super Bowl XXXII, XXXIII | [ 26 ] |
| 12             | Josh McDaniels       | 2009–2010 | 28  | 11  | 17 | 0 | .393 | –  | – | – | | [ 27 ] |
| 13             | Eric Studesvill*     | 2010      | 4   | 1   | 3  | 0 | .250 | –  | – | – | | [ 28 ] |
| 14             | John Fox             | 2011–2014 | 64  | 46  | 18 | 0 | .719 | 7  | 3 | 4 | | [ 29 ] |
| 15             | Gary Kubiak          | 2015–2016 | 32  | 21  | 11 | 0 | .656 | 3  | 3 | 0 | Super Bowl 50 | [ 30 ] |
| 16             | Joe DeCamillis* 1    | 2016      | 1   | 0   | 1  | 0 | .000 | –  | – | – | |        |
| 17             | Vance Joseph*        | 2017–2018 | 32  | 11  | 21 | 0 | .344 | –  | – | – | | [ 31 ] |
| 18             | Vic Fangio*          | 2019–2021 | 49  | 19  | 30 | 0 | .388 | –  | – | – | | [ 32 ] |
| 19             | Nathaniel Hackett* 2 | 2022      | 15  | 4   | 11 | 0 | .267 | –  | – | – | | [ 33 ] |
| 20             | Sean Payton          | 2023–     | 34  | 18  | 16 | 0 | .529 | 1  | 0 | 1 | | [ 34 ] |

## Maskottchen
- Thunder II (lebendiges Pferd)
- Miles (Mensch im Kostüm)

## Trivia
Die Broncos tauchen immer wieder in den Cartoon-Serien „South Park“ und „Die Simpsons“ auf. Die Protagonisten der Serie South Park sind große Fans des Teams.

## Bilanzen und Rekorde
Denver Broncos/Zahlen und Rekorde stellt wichtige Rekorde bei den Broncos, die Saisonbilanzen und die Erstrunden Draft-Picks seit 1960 dar.